# 디지털 성범죄 아웃
디지털 성범죄 아웃(DSO, Digital Sexual Crime Out)은 대한민국의 여성단체이다.
2015년 10월 음란물 사이트 소라넷 폐쇄 운동을 위해 출범한 ‘소라넷아웃프로젝트’에서 시작된 단체다. 2016년 4월 경찰이 소라넷 폐쇄를 발표한 뒤에는 소라넷과 유사한 사이트를 감시하고, 디지털 성범죄 근절을 위한 입법 운동을 벌였다.

## 연혁
2015년 12월 15일 '소라넷 아웃 프로젝트'에서 RPO(Reveng Porn out)팀으로 이름을 변경했다.
2016년 9월 4일 '리벤지 포르노'라는 명칭이 영상 유출 피해자에 대한 모욕이라는 의견과 함께 단어 바꾸기 운동을 전개했으며 11월 18일 단체이름을 RPO에서 '디지털 성범죄 아웃 (DSO, Digital Sexual Crime Out)'로 변경했다.
2017년 3월 8일, 한국여성단체연합이 수여하는 '올해의 여성운동상'을 받았다.
2018년 하예나 대표가 BBC ‘100인의 여성’에 선정됐다. 같은 해, "사회를 정의롭고 안전하게 만든 인물"로서 보신각 제야의 종 타종자로 선정됐다.
2019년 12월 20일, 활동 중단 공지가 올라왔다. 2020년 2월 임시 총회를 열어 단체 해산을 결의했고, 같은 해 4월 마지막 회계보고를 끝으로 활동을 종료했다.